# ニコニコチャンプ
「ニコニコチャンプ」は、NON STYLEの1stシングル。2007年9月5日発売。

## 概要
- 「ニコニコチャンプ」は、テレビアニメ『ケロロ軍曹』の10代目エンディングテーマ[2]。作詞・作曲はNON STYLEのツッコミ担当である井上裕介。歌詞の内容は友達や家族がテーマとなっている[1]。
- 「マヨとしょうゆ」はバラエティ番組『浜ちゃんと!』のエンディングテーマとして使用された[3]。
- 基本的に井上が主旋律を歌い、石田はハモリ担当（「マヨとしょうゆ」では10秒程のソロパートがある）。

## 収録曲
1. ニコニコチャンプ [4:26]
作詞・作曲：井上裕介／編曲：野間康介、川口圭太
2. マヨとしょうゆ [3:40]
作詞：野口圭／作曲・編曲：百田留衣
3. ニコニコチャンプ（カラオケ） [4:26]
4. マヨとしょうゆ（カラオケ） [3:40]